# Frihet, jämlikhet och systerskap
Frihet, jämlikhet och systerskap. En handbok för kvinnor är en fackbok av Maud Hägg och Barbro Werkmäster, vars första upplaga utgavs 1971 av Författarförlaget.
Författarna, som var medlemmar i den feministiska organisationen Grupp 8, gav i boken en tillbakablick på kvinnans kamp för frigörelse och jämställdhet i manssamhället. Den var en stridsskrift som analyserade denna problematik i 1970-talets svenska samhälle. Boken innehöll även ett detaljerat handlingsprogram som gjorde den till en praktiskt användbar "handbok för kvinnor". Karin Ahrland, som då var ordförande i Fredrika Bremer-förbundet, skrev i sin recension av boken att den "skulle i stora delar nästan kunna antas vara beställd som en studiehandbok för eller som illustration till vårt handlingsprogram". På svenska utkom den i sin sjunde omarbetade upplaga 1978, men den utgavs även i norsk (1973) och  japansk  översättning (1979).
I syfte att översätta kvinnokampen till de mindre barnens värld skrev Werkmäster även barnboken Visst kan tjejer (med illustrationer av Anna Sjödahl, 1973). Ying Toijer-Nilsson konstaterade 1978 att det finns detaljöverenstämmelser mellan denna och Frihet, jämlikhet och systerskap. För en vuxen läsekrets skrev Hägg och Werkmäster senare Kvinnor och sex (1973).